# Банк Гарднер
Джон Леон Гарднер (англ. John Leon Gardner, прозвище «Банк») (род. 2 мая 1933, Кливленд, Огайо) — американский музыкант, играющий на духовых инструментах и на тенор-саксофоне. С 1966 по 1969 участвовал и записывался в группе The Mothers of Invention.

## Биография
Начал заниматься музыкой в возрасте семи лет, беря уроки игры на фортепиано. В подростковом возрасте начал осваивать саксофон. В 1959 году играл в коллективе Bud Wattles & his Orchestra на альбоме Themes from the Hip. В 1962 году присоединяется к группе Joanna & Playboys. В конце 1966 года присоединяется к группе The Mothers of Invention и играет вместе с ними на альбомах Absolutely Free и We’re Only in It for the Money и на последующих. В конце 1968 года к группе присоединяется его старший брат,— Базз Гарднер. Через год группа распалась. В последующие годы Гарднер играл с коллективом Menage Trois, и с Джоном Балкиным, а также записывался с Geronomo Black.
В 1980 году Гарднер и другие бывшие музыканты The Mothers of Invention объединились, чтобы создать группу The Grandmothers. Вместе они записали несколько альбомов, давали концерты и снова воссоединились в 2002 году. Также Гарднер вместе со своим постоянным партнёром, — клавишником Доном Престоном провели несколько туров и вместе записывались.
В 2010 году он выпустил автобиографию в формате аудиокниги «Bunk Gardner Story» с участием Дона Престона и Артура Барроу на Creating Lotek studio при продюсировании Джона Ларсена для ZONIC ENTERTAINMENT.

## Дискография

### С Frank Zappa и Mothers of Invention
- Absolutely Free (1967)
- We’re Only in It for the Money (1968)
- Lumpy Gravy (1968)
- Cruising with Ruben & the Jets (1968)
- Uncle Meat (1969)
- Burnt Weeny Sandwich (1970)
- Weasels Ripped My Flesh (1970)
- You Can't Do That on Stage Anymore, Vol. 1 (1988)
- You Can't Do That on Stage Anymore, Vol. 4 (1991)
- You Can't Do That on Stage Anymore, Vol. 5 (1992)
- Ahead Of Their Time (1993)
- Mystery Disc (1998)

### СGeronimo Black
- Geronimo Black — Uni — 1972
- Welcome Back Geronimo Black — Helios — 1980.

### Сольные работы
- It's All Bunk — Crossfire Productions 2007
- The Bunk Gardner Story — часть первая. Zonic Entertainment 2011
- The Bunk Gardner Story — часть вторая. Zonic Entertainment 2011